# Desmodium zonatum
Desmodium zonatum är en ärtväxtart som beskrevs av Friedrich Anton Wilhelm Miquel. Desmodium zonatum ingår i släktet Desmodium och familjen ärtväxter. Inga underarter finns listade i Catalogue of Life.